# Obertrebra
Obertrebra település Németországban, azon belül Türingiában. Lakosainak száma 244 fő (2023. december 31.). Obertrebra Bad Sulza és Niedertrebra községekkel határos.

## Népesség
A település népességének változása:
| Lakosok száma | 275  | 262  | 262  | 255  | 244  | 244  |
|               | 2014 | 2017 | 2019 | 2021 | 2022 | 2023 |